# Medvědí maso

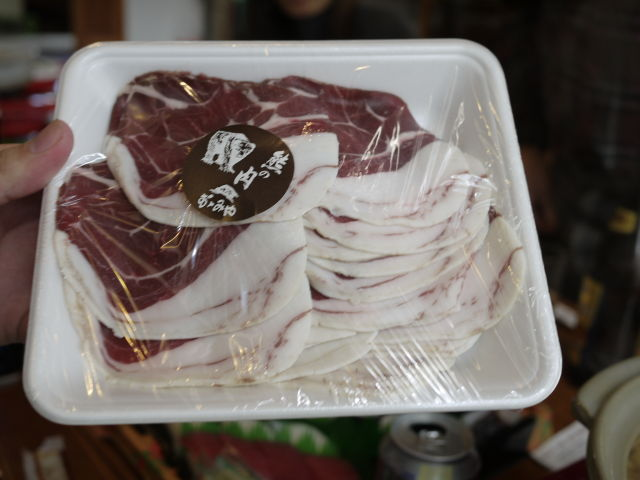
Medvědí maso, Japonsko

Medvědí maso je druh zvěřiny, která pochází z ulovených medvědů. Do čeledi medvědovitých (Ursidae) patří například medvěd ušatý (Ursus thibetanus), medvěd lední (Ursus maritimus) či medvěd hnědý (Ursus arctos). Medvědi se loví především pro kožešinu a maso.

## Historie

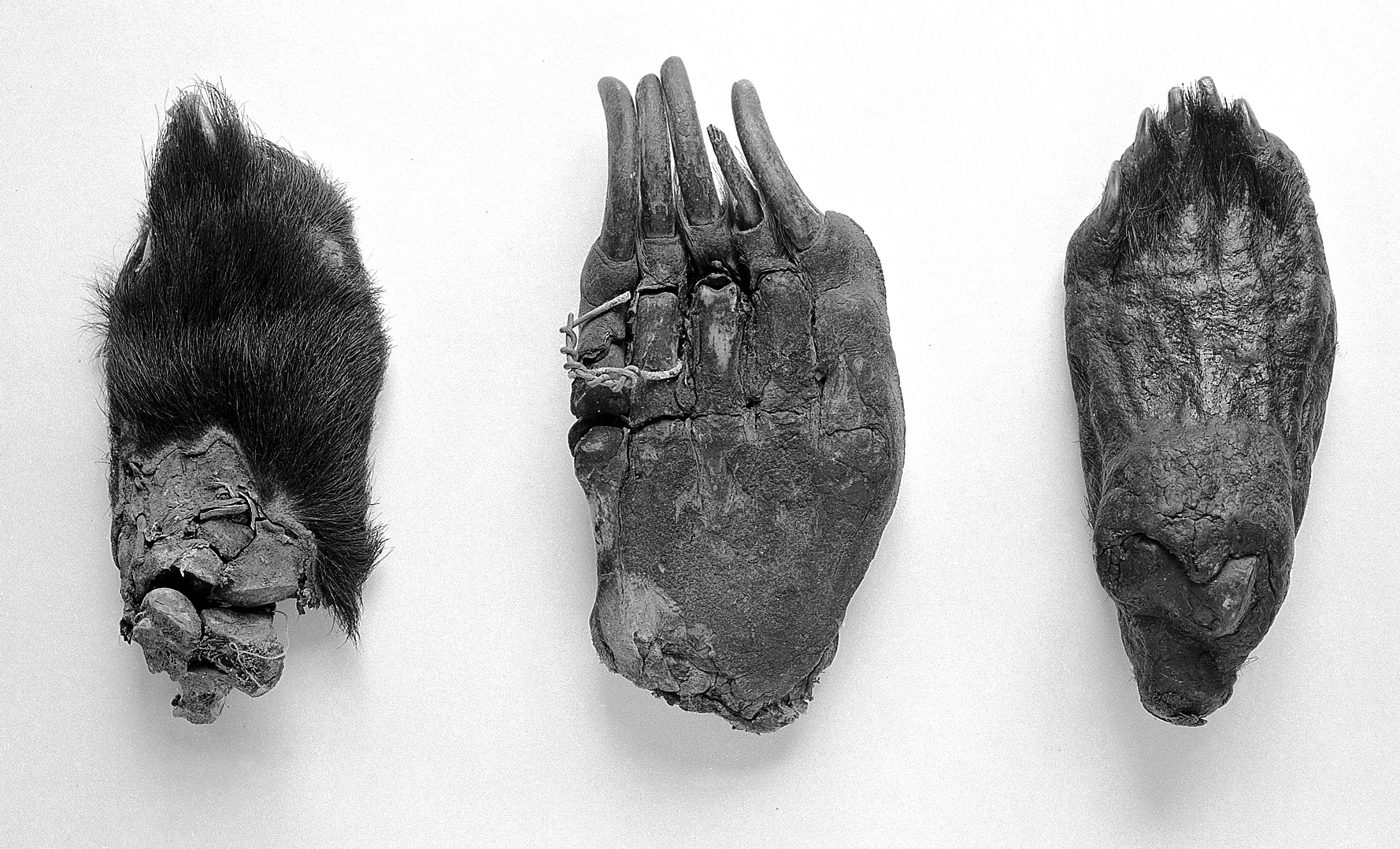
Medvědí tlapy zakoupené na pekingském trhu okolo roku 1912. V Číně sloužily jako prostředek k odvracení nachlazení.

Dříve v Evropě široce rozšíření medvědi, jsou v 21. století vzácní, a to i v horských oblastech. Medvědí maso připravovali již Galové dušením a v Severní Americe se v kuchyni cenilo medvědí sádlo. Na počátku 19. století díky několika pařížským restauracím nabízejícím medvědí maso, se jeho obliba zvýšila. Urbain Dubois připravoval medvědí tlapky se slaninou, marinované a dušené. Poté je ugriloval a podával se silně kořeněnou omáčkou.
V raném koloniálním období v Americe existovaly velké populace baribalů (Ursus americanus). Jejich maso bylo důležitým zdrojem potravy, zejména ve východních koloniích. Ačkoli medvědí maso mělo silnou chuť a bylo často vláknité, medvědí tlapy byly pro mnoho místních obyvatel pochoutkou. Vyškvařené medvědí sádlo se používalo jako tuk a medvědí olej se na mnoha místech skladoval v kožených sáčcích z jelenice. Z jednoho dospělého medvěda grizzlyho (Ursus arctos horribilis) se dalo získat až deset galonů čistého oleje. Medvědí maso se také konzervovalo. Po usušení nebo konzervovaní jako pemikan mohlo medvědí maso vydržet až rok. Na trzích se maso z baribala prodávalo ještě na počátku 19. století, ale do poloviny 20. století z velké části vymizelo. V amerických kuchařkách se objevilo pouze několik receptů na medvědí maso, ale medvěd zůstal vybranou pochoutkou v restauracích až do konce 19. století.

## Popis

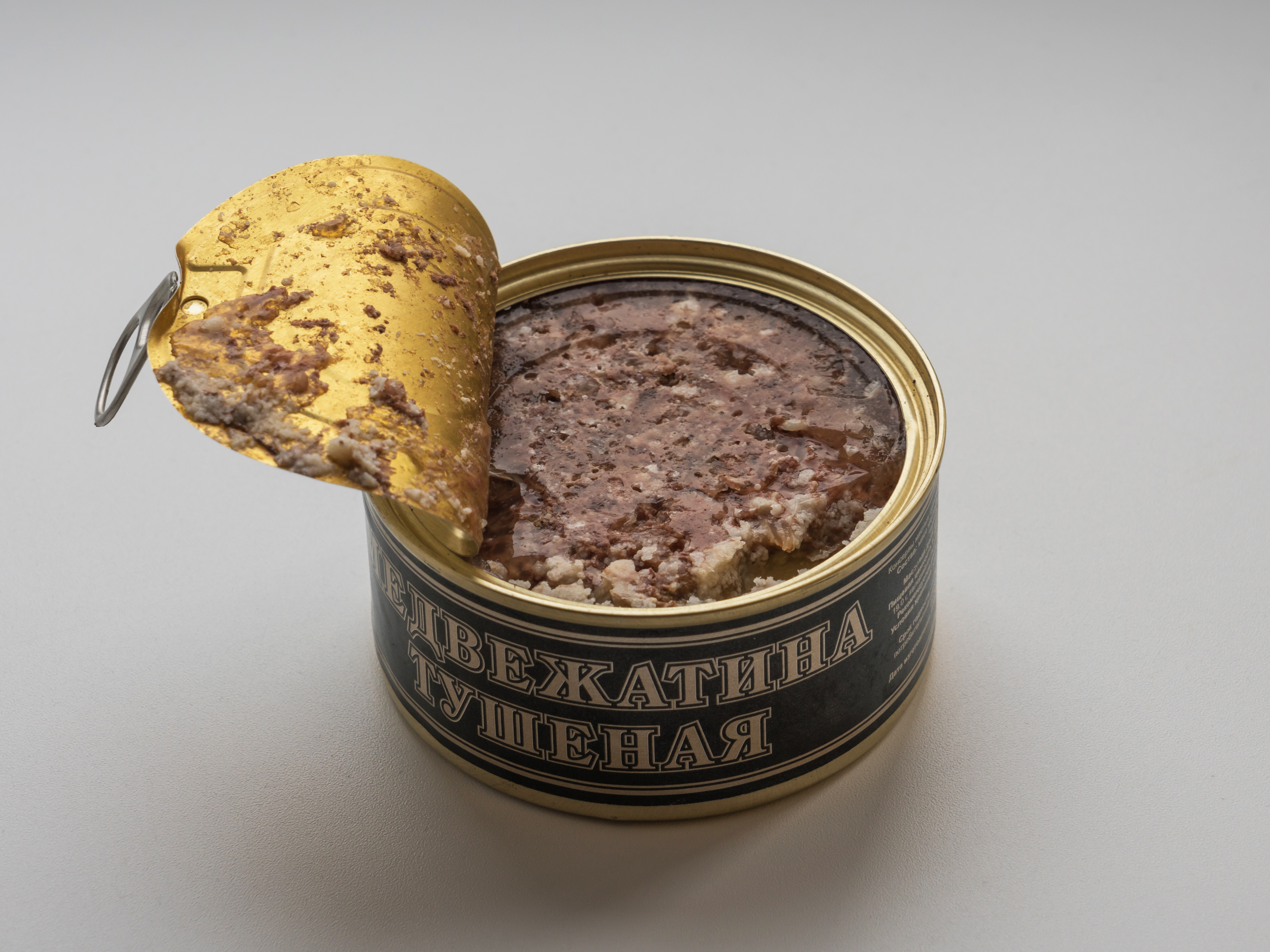
Konzerva s medvědím masem původem z Tatarstánu

Chuť medvědího masa je popisována jako dobrá až velmi dobrá, pokud se zvíře neživilo rybami. Znalci doporučují medvědí maso zmrazit, konzervovat nebo sníst do týdne od jeho zabití, protože chuť kůže se s rostoucím časem stává intenzivnější. Charles Ranhofer (bývalý šéfkuchař restaurace Delmonico's v New Yorku) doporučil konzumaci medvědích steaků s tím, že "medvědí maso z mladých zvířat lze grilovat a po uvaření chutná téměř jako hovězí".
Medvědi jsou však přenašeči různých parazitů, proto by se jejich maso mělo před konzumací vždy důkladně tepelně upravit, aby se zabránilo trichinelóze. Proto se mnoho lovců medvědímu masu raději vyhýbá. Mezi nejvyhledávanější části patří medvědí tlapy. Ty jsou v Číně považovány za jeden z "osmi pokladů" tradiční čínské kuchyně. Medvědí tlapy byly kdysi považovány za delikatesu i v Evropě. Jeden starý recept uvádí: "Tlapy jsou nejvyhledávanější gurmány, ale člověk si na jejich vzhled musí nejprve zvyknout, protože zbavené chlupů a připravené k vaření se odporně podobají nápadně velké lidské noze".

## Použití

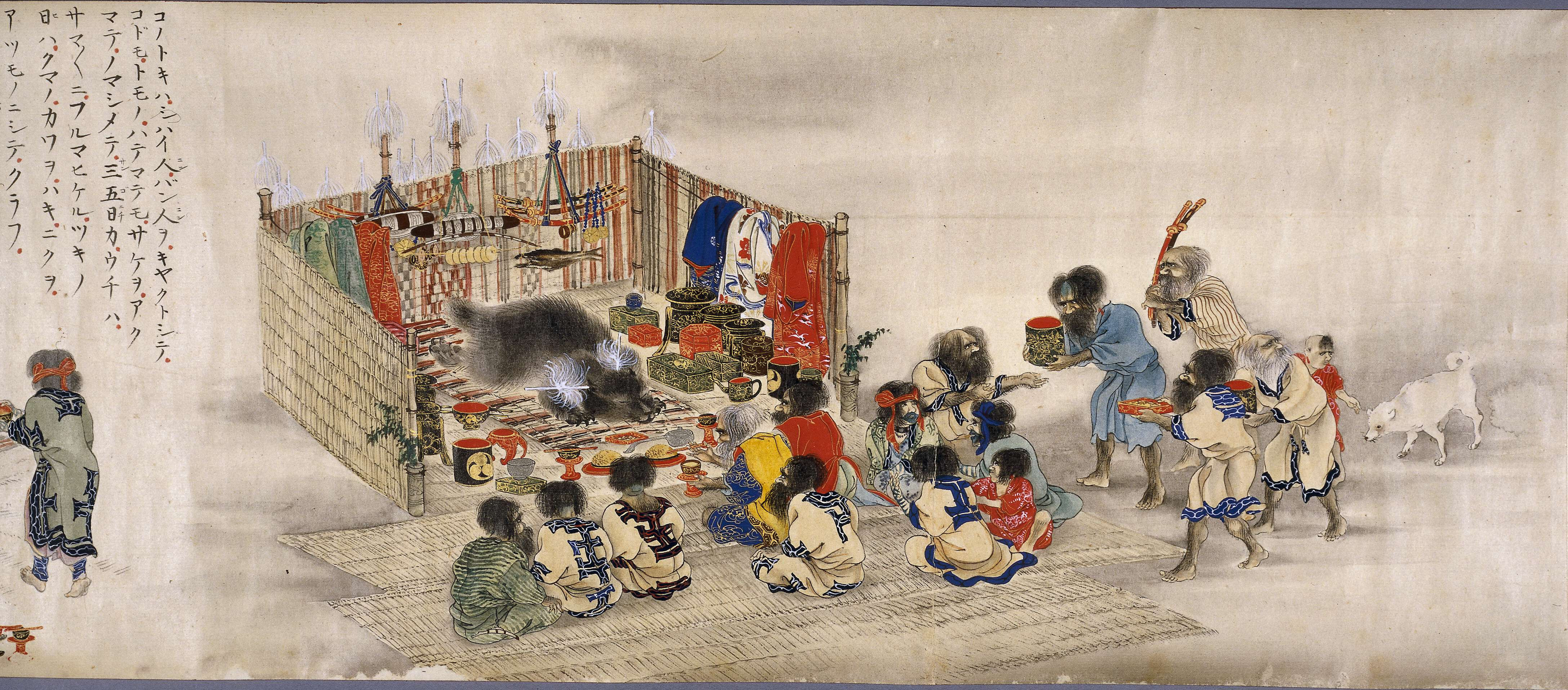
Lyomante, 1870

Medvědí maso má vysoký obsah bílkovin a tuku, který je srovnatelný s hovězím. Medvědí steaky lze připravovat jako hovězí, ale vzhledem k tomu, že medvědí maso může být tuhé, doporučuje se jej několik dní marinovat v oleji a víně nebo octě. V některých zemích, jako je Thajsko, se medvědí maso konzumuje syrové nebo nedostatečně tepelně upravené, a proto zde dochází k nákazám hlísticemi rodu Trichinella.
V několika oblastech na Aljašce probíhá na jaře a na podzim lov medvědů. V dalších oblastech Aljašky se medvědi loví pouze na podzim. Medvědi mají na jaře a začátkem léta nejmenší hmotnost. Na konci léta a během podzimu pak rychle přibírají na váze. V této době většina dospělých samců váží 180 až 410 kg (extrémně velcí jedinci až 640 kg). Samice váží pouze polovinu až tři čtvrtiny této hmotnosti. Lovci si zde cení medvědí kůže, ale maso je obecně považováno za nepoživatelné a lovci jej jedí jen zřídka.
Maso ledních medvědů tradičně konzumují Inuité. Tuk ledního medvěda se konzumuje se sušeným masem. Používá se také na vaření. Lední medvědi jsou jediným suchozemským zvířetem, jehož maso a tuk jsou bohaté na omega-3 mastné kyseliny. Játra ledního medvěda obsahují nebezpečně vysoké hladiny vitamínu A, který při předávkování může způsobit bolesti hlavy, zmatenost, nevolnost a olupování kůže.
Medvědi se loví i v Kanadě a Rusku. Medvědí maso se v Québecu vrátilo do módy v roce 2010. V roce 2018 zde bylo uloveno více než 6500 medvědů, a to zejména pro své maso. Ainuové, etnická skupina obývající Japonsko a Rusko, tradičně konzumuje medvědí maso během rituálu zvaného lyomante. Pokud žena ztratí dítě, je někdy odchyceno medvědí mládě, které je následně kojeno. Chováno je tři až čtyři roky. Poté se stává plnohodnotným členem klanu a následně je obětováno a jeho maso je během hostiny snědeno. Tradičně si Ainuové přivlastňují sílu a další vlastnosti zvířete, zejména konzumací jeho levé přední nohy, ale také jazyka, čenichu, uší, srdce a jater. Lebka medvěda se obvykle uchovává jako talisman.
U medvěda ušatého mají využití téměř všechny části jeho těla. Používá se jeho maso, tuk a tlapky, které patří do tradiční asijské kuchyně a medicíny a věří se, že jejich konzumace zvyšuje sílu a chrání před nachlazením a dalšími nemocemi. V Singapuru, Hongkongu a Jižní Koreji se pokrmy obsahující medvědí tlapy staly symbolem společenského postavení a platí se za ně stovky amerických dolarů.
Medvědí tuk, podobně jako jiné živočišné tuky, se dříve používal k výrobě léků.